# África do Sul nos Jogos Olímpicos de Verão de 2004
A África do Sul competiu nos Jogos Olímpicos de Verão de 2004, em Atenas, na Grécia.

## Medalhistas
| Atleta                                                          | Esporte   | Evento                              | Medalha |
| --------------------------------------------------------------- | --------- | ----------------------------------- | ------- |
| Roland Mark Schoeman Ryk Neethling Lyndon Ferns Darian Townsend | Natação   | Revezamento 4x100 m livre masculino | Ouro    |
| Roland Mark Schoeman                                            | Natação   | 100 m livre masculino               | Prata   |
| Mbulaeni Mulaudzi                                               | Atletismo | 800 m masculino                     | Prata   |
| Hestrie Cloete                                                  | Atletismo | Salto em altura feminino            | Prata   |
| Roland Mark Schoeman                                            | Natação   | 50 m livre masculino                | Bronze  |
| Donovan Cech Ramon di Clemente                                  | Remo      | Dois sem masculino                  | Bronze  |

## Desempenho

### Natação
Masculino
| Atleta(s)            | Evento      | Eliminatórias | Eliminatórias | Semifinal | Semifinal | Final       | Final             |
| Atleta(s)            | Evento      | Tempo         | Posição       | Tempo     | Posição   | Tempo       | Posição           |
| -------------------- | ----------- | ------------- | ------------- | --------- | --------- | ----------- | ----------------- |
| Lyndon Ferns         | 50 m livre  | 22s53         | 16º Q         | 22s46     | 14º       | Não avançou | Não avançou       |
| Roland Mark Schoeman | 50 m livre  | 22s41         | 8º Q          | 21s99     | 1º Q      | 22s02       | Medalha de bronze |
| Roland Mark Schoeman | 100 m livre | 49s68         | 13º Q         | 48s39     | 1º Q      | 48s23       | Medalha de prata  |
| Ryk Neethling        | 100 m livre | 48s85         | 2º Q          | 49s18     | 1º Q      | 48s63       | 4º                |